# Rodapié

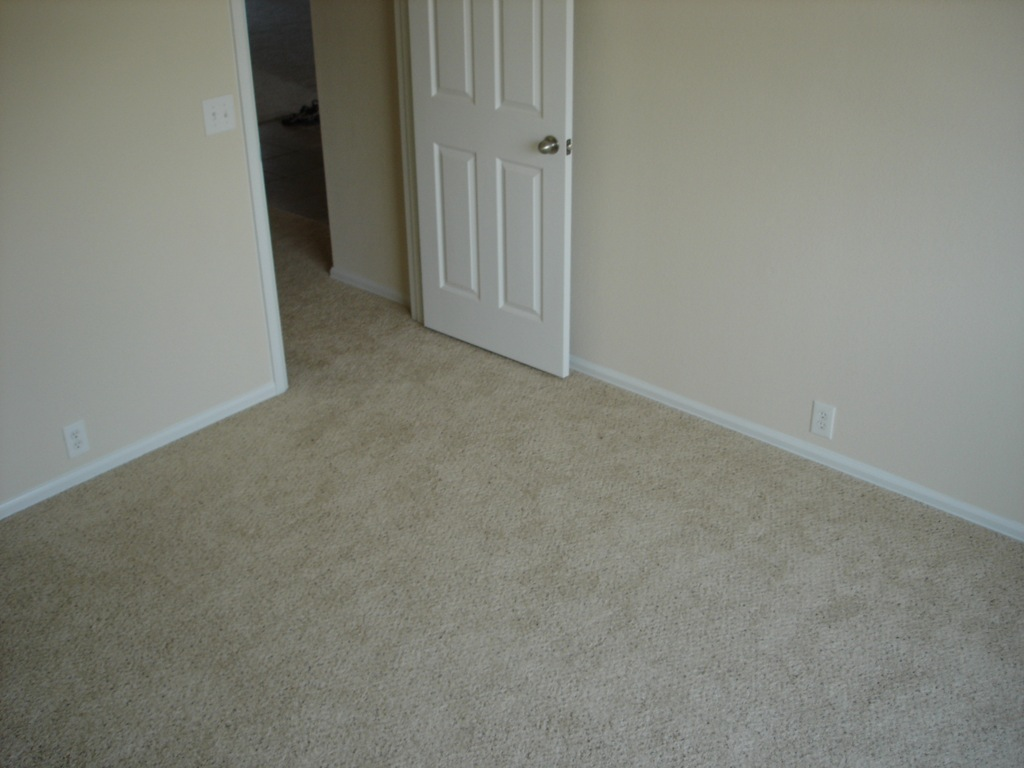
Habitación con rodapié.

Un rodapié, también llamado plinto, zócalo o moldura, es una pieza que se coloca en la base de los tabiques o muros de las habitaciones como elemento estético y para protegerlos de golpes o roces. Se fabrican de diversos materiales, especialmente de madera o cerámica. Pueden ser del mismo color y material que el suelo de la sala o que la carpintería.
Rodapié, rodacama o delantecama también designa un tapete que tapa las patas o los pies de los bancos de la cama, que se ve por debajo del cobertor.
Para colocar un rodapié, hay que medir la tira y señalar los puntos por donde se harán los cortes. Para los extremos, es recomendable utilizar una caja o sierra de ingletes para que coincidan perfectamente con las esquinas. Antes de fijarlos, es conveniente presentar los rodapiés en toda la habitación para ver si encajan perfectamente y corregir las posibles irregularidades. Primero se clavarán los de los ángulos internos extendiendo luego el resto. Dependiendo del material en que esté construida la pared se fijarán a la misma con tacos o tornillos.
Si el rodapié es de madera no tratada puede ser atacado por la polilla, en cuyo caso es necesario sustituir el tramo afectado. Sin embargo, el deterioro más habitual se produce a causa de golpes o rozaduras. En este caso se puede arreglarlo rellenando los huecos con masilla. Luego, se lija para igualar la superficie y se pinta del mismo color que el zócalo.